# دن گریمالدی
دن گریمالدی (انگلیسی: Dan Grimaldi؛ زادهٔ) یک هنرپیشه اهل ایالات متحده آمریکا است.
او در فیلم مردان محترم بازی کرده است.